# Jessica Stroup
Jessica Leigh Stroup (Anderson, Carolina do Sul, 23 de outubro de 1986) é uma atriz norte-americana.

## Biografia
Stroup deixou sua cidade natal aos 17 anos e foi para Los Angeles, onde imediatamente conseguiu trabalhos como modelo e como atriz. Seu primeiro trabalho na televisão foi um pequeno papel na série de televisão da Nickelodeon estrelada por Emma Roberts, Unfabulous. Em seguida, ela participou de dois telefilmes, Vampire Bats e Southern Comfort, para as redes CBS e FOX, respectivamente. Seu primeiro papel no cinema foi no filme School for Scoundrels. Mais recentemente, a atriz foi escalada para o elenco de 90210 como Erin Silver. Namorava o ator Dustin Milligan, colega de 90210, contudo, recentemente, acabaram o namoro.
Atualmente interpreta a Joy Meachum na série Punho de Ferro.

## Polêmica
Em 2008, no começo da série 90210, a mídia chamou atenção dela e da colega de elenco, Shenae Grimes, quanto à magreza excessiva. O comentário seria que as duas estariam com anorexia, e que fontes que trabalhavam como figurantes na série teriam dito não ver nenhuma das duas comer algo o tempo todo em que estavam no local de filmagens. O assunto foi esquecido quando as duas engordaram na segunda temporada da série e aparentaram serem mais saudáveis de lá para cá.

## Filmografia
| Filmes      | Filmes                      | Filmes                      | Filmes                 |
| Ano         | Título Original             | Título (Brasil)             | Papel                  |
| ----------- | --------------------------- | --------------------------- | ---------------------- |
| 2005        | Vampire Bats                | Vampire Bats                | Eden (para televisão)  |
| 2006        | Pray for Morning            | Pray for Morning            | Ashley                 |
| 2006        | Southern Comfort            | Southern Comfort            | Lindy (para televisão) |
| 2006        | Left in Darkness            | Left in Darkness            | Justine                |
| 2006        | School for Scoundrels       | School for Scoundrels       | Esposa de Eli          |
| 2006        | Broken                      | Broken                      | Sara                   |
| 2007        | The Hills Have Eyes II      | O Retorno dos Malditos      | Amber                  |
| 2007        | This Christmas              | Um Natal Especial           | Sandi                  |
| 2007        | Structure H Telepathic      | Structure H Telepathic      | Allie                  |
| 2008        | Prom Night                  | A Morte Convida Para Dançar | Claire                 |
| 2008        | The Informers               | Os Informadores             | Rachel                 |
| 2009        | Homecoming                  | Mente Obsessiva             | Elizabeth Mitchum      |
| 2012        | Ted                         | Ted                         | Tracy                  |
| 2016        | Jack Reacher: Never Go Back | Jack Reacher: Sem Retorno   | Lt. Sullivan           |
| Séries      |                             |                             |                        |
| Ano         | Título                      | Papel                       | Notas                  |
| 2005        | Unfabulous                  | Fredericka                  | 1 episódio             |
| 2006        | Southern Comfort            | Lindy                       | episódio piloto        |
| 2006        | Girlfriends                 | Riley                       | 1 episódio             |
| 2006        | Zoey 101                    | Garota                      | 1 episódio             |
| 2007        | Grey's Anatomy              | Jillian Miller              | 1 episódio             |
| 2007        | October Road.               | Taylor                      | 1 episódio             |
| 2007 / 2008 | Reaper                      | Cady Hanson                 | 1 episódio             |
| 2008        | True Blood                  | Garota no clube             | 1 episódio             |
| 2008 / 2013 | 90210                       | Erin Silver                 | 114 episódios          |
| 2011 / 2013 | Family Guy                  | membro da multidão Denise   | 2 episódios            |
| 2014 / 2015 | The Following               | Detetive Max Hardy          | 28 episódios           |
| 2017        | Punho de Ferro              | Joy Meachum                 | Personagem Regular     |